# Qatar Sports Club

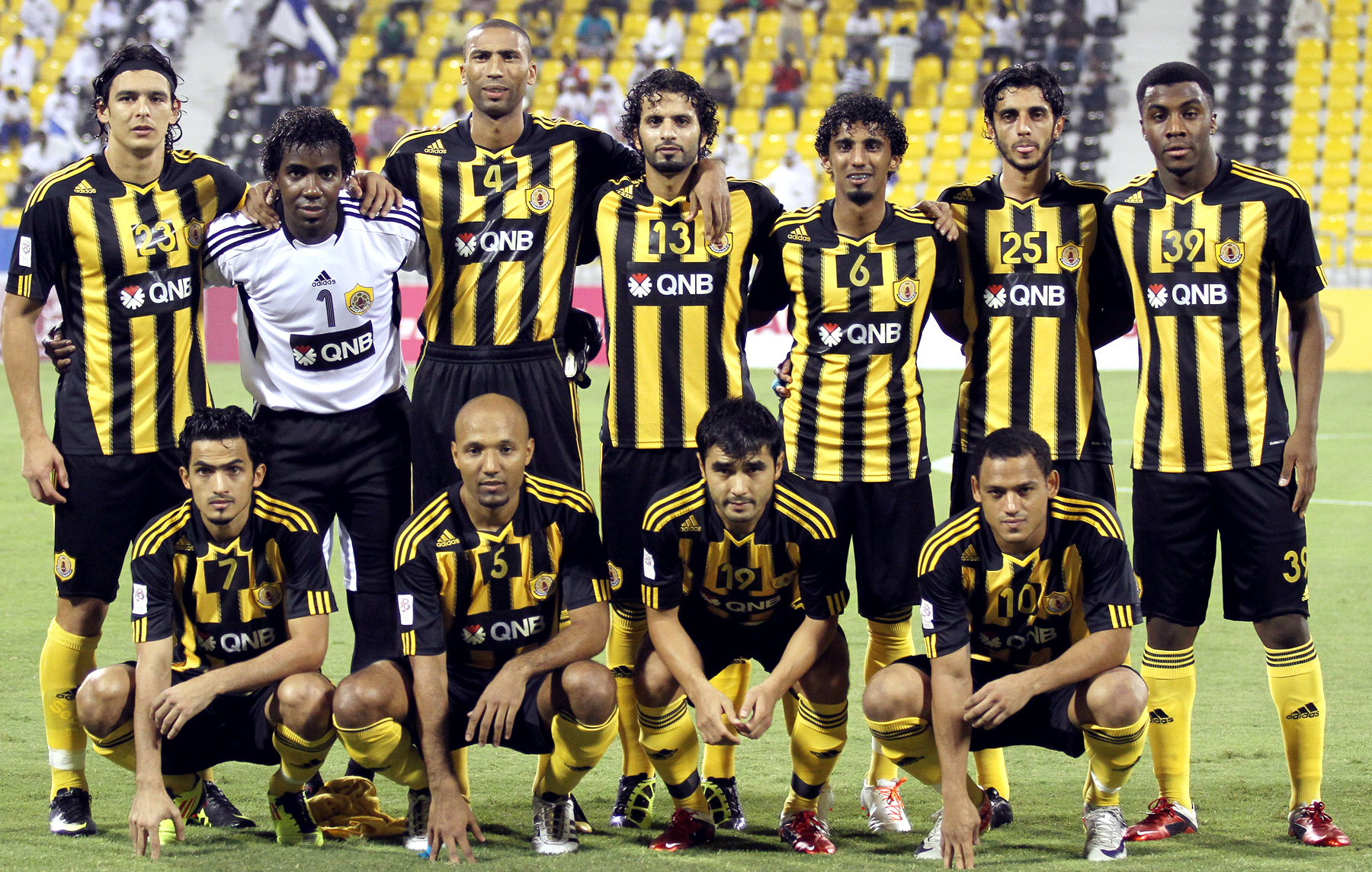
El Qatar Sports Club en 2011

El Qatar Sports Club es un club de fútbol catarí de la ciudad de Doha. Fue fundado en 1959 como Al Oruba, nombre utilizado hasta 1972 cuando pasó a llamarse Al Esteqlal. En 2004 adopta su actual nombre. Juega en la Liga de Catar.

## Palmarés

### Torneos nacionales
- Liga de Catar (6):

1967, 1968, 1969, 1973, 1977, 2003.
- Copa del Emir de Catar (3):

1974, 1976, 2001.
- Copa Qatar Crown Prince (2):

2002, 2004.
- Copa del Sheikh Jassem (4):

1983, 1984, 1987, 1995.
- Copa de las Estrellas de Catar (1):

2013-2014.